# Långtjärnen (Dorotea socken, Lappland, 712949-152862)
Långtjärnen är en sjö i Dorotea kommun i Lappland och ingår i Ångermanälvens huvudavrinningsområde. Sjön har en area på 0,0838 kvadratkilometer och ligger 316,3 meter över havet.

## Delavrinningsområde
Långtjärnen ingår i det delavrinningsområde (712777-152891) som SMHI kallar för Ovan 712908-152538. Medelhöjden är 330 meter över havet och ytan är 31,29 kvadratkilometer. Räknas de 40 avrinningsområdena uppströms in blir den ackumulerade arean 612,28 kvadratkilometer. Bergvattenån (Fjällån) som avvattnar avrinningsområdet har biflödesordning 4, vilket innebär att vattnet flödar genom totalt 4 vattendrag innan det når havet efter 249 kilometer. Avrinningsområdet består mestadels av skog (74 procent). Avrinningsområdet har 0,6 kvadratkilometer vattenytor vilket ger det en sjöprocent på 1,9 procent. Bebyggelsen i området täcker en yta av 2,53 kvadratkilometer eller 8 procent av avrinningsområdet.